# Zwarcie (elektrotechnika)

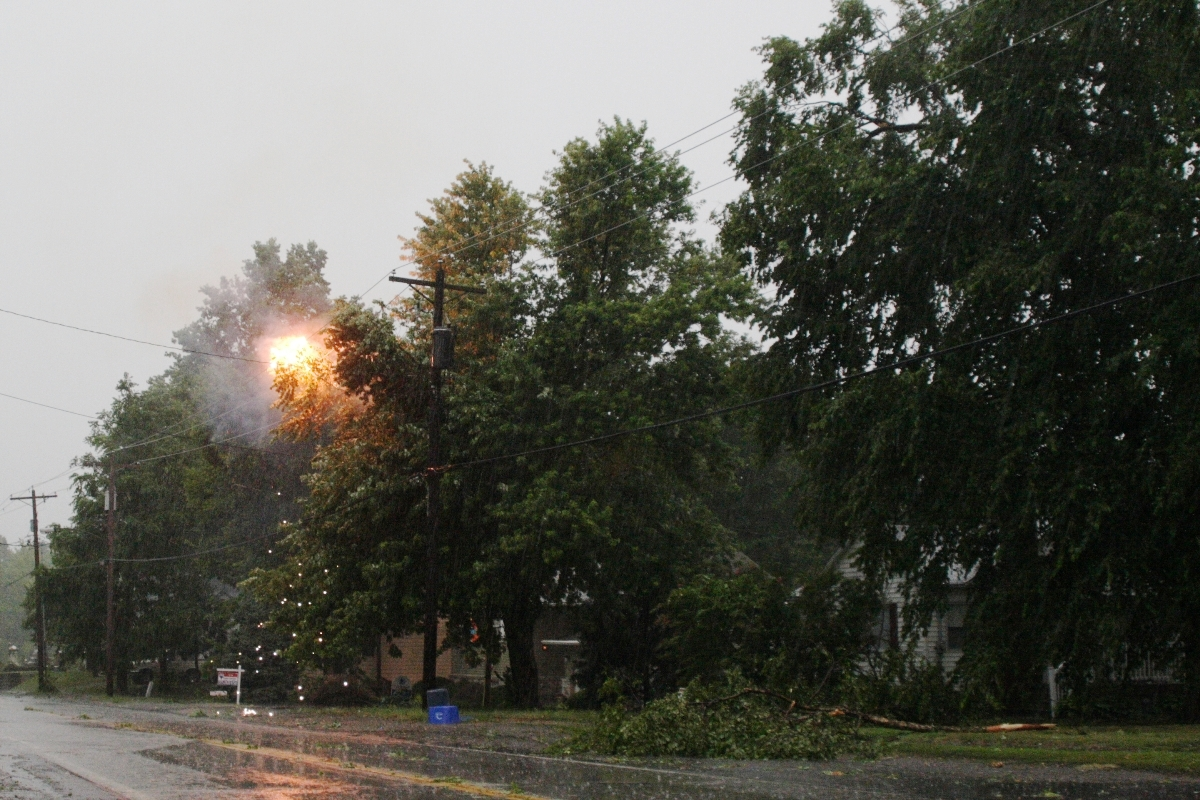
Zwarcie spowodowane przez gałęzie drzew w czasie burzy

Zwarcie (potocznie: spięcie) – nagłe zmniejszenie rezystancji obwodu elektrycznego do bardzo małej wartości, powstające najczęściej wskutek połączenia się przewodów obwodu lub uszkodzenia izolacji elektrycznej w wyniku jej przebicia. Prąd zwarciowy jest wielokrotnie większy od prądu roboczego i może spowodować zniszczenie przewodów elektrycznych, urządzeń i odbiorników elektrycznych lub pożar. Do ochrony przed skutkami zwarcia służą zabezpieczenia elektryczne.

Stan zwarcia źródła w obwodzie elektrycznym

## Układ zwarty
Ma miejsce gdy zaciski źródła są zwarte, czyli rezystancja obciążeniowa jest równa {\displaystyle R_{o}=0.} W tym stanie przez źródło płynie tak zwany prąd zwarcia:
{\displaystyle I_{zw}={\frac {E}{R_{W}}},}
gdzie:
{\displaystyle I_{zw}} – natężenie prądu zwarcia,
{\displaystyle E} – siła elektromotoryczna źródła napięcia,
{\displaystyle R_{W}} – opór wewnętrzny źródła napięcia.
Jest to zazwyczaj największy prąd dla danego źródła napięcia. Napięcie na zaciskach jest równe 0, ponieważ zaciski A i B są ze sobą połączone i nie ma różnicy potencjałów między nimi.

## Parametry prądu zwarciowego
Prąd zwarciowy jest zmienny w czasie, dlatego definiuje się jego parametry charakterystyczne. Wyróżnia się takie wartości jak:
- {\displaystyle I_{k}''} – początkowy prąd zwarciowy;
- {\displaystyle I_{k}} – ustalony prąd zwarciowy;
- {\displaystyle i_{p}} – prąd zwarciowy udarowy;
- {\displaystyle i_{D.C}} – składowa aperiodyczna prądu zwarcia;
- {\displaystyle I_{B}} – prąd wyłączeniowy niesymetryczny;
- {\displaystyle I_{Th}} – zastępczy prąd zwarciowy cieplny;
- {\displaystyle S_{k}''} – moc zwarciowa;

## Klasyfikacja zwarć
Zwarcia można klasyfikować według różnych kryteriów, np. liczby zwartych punktów, liczby zwartych faz systemu 3-fazowego, położenia zwarcia względem konkretnego elementu systemu, istnienia w zwarciu (lub nie) małej impedancji, istnienia w trakcie zwarcia połączenia z ziemią (lub nie) itd. Najczęściej wyróżnia się następujące rodzaje zwarć:
- pojedyncze i wielokrotne
- symetryczne i niesymetryczne
- jednoczesne i niejednoczesne
- trwałe i przemijające
- bezimpedancyjne (metaliczne lub bezpośrednie) oraz przez impedancje
- doziemne i bez udziału ziemi
- małoprądowe i wielkoprądowe
- pobliskie i odległe.

## Przyczyny zwarć
Przyczyny powstawania zwarć mogą być różne. Można je podzielić na elektryczne i nieelektryczne. Do przyczyn elektrycznych można zaliczyć:
- przepięcia atmosferyczne
- przepięcia łączeniowe
- pomyłki łączeniowe
- długotrwałe przeciążenia ruchowe (maszyn, kabli i przewodów izolowanych) powodujące przegrzewanie izolacji i jej przebicie.

Do przyczyn nieelektrycznych można zaliczyć:
- zawilgocenie izolacji
- zniszczenie izolatorów
- zbliżenia przewodów linii napowietrznej wskutek ich kołysania wywołanego wiatrem lub nagłym odpadnięciem szadzi,
- uszkodzenia mechaniczne (słupów, izolatorów, przewodów, kabli) wywołane pracami ziemnymi lub klęskami żywiołowymi (powódź, pożar),
- wady fabryczne
- działanie zwierząt (duże ptaki lub gryzonie) bądź ludzi (celowe zarzucanie drutów zwierających przewody linii napowietrznych, niszczenie izolatorów, uszkadzanie kabli w celu pozyskania metali kolorowych),
- niefachowe obchodzenie się z urządzeniami elektrycznymi.

## Skutki zwarć
Prądy zwarciowe mogą osiągać natężenie rzędu kilkunastu lub nawet kilkudziesięciu kiloamperów. Mimo krótkiego czasu trwania zwarć mogą powodować nagrzewanie się urządzeń, co z kolei może prowadzić do uszkodzenia izolacji oraz stopienia przewodów. Duże natężenie prądu powoduje również powstawanie dużych sił elektrodynamicznych, które mogą doprowadzić do mechanicznego uszkodzenia urządzeń elektrycznych. Ponadto zwarcia powodują zakłócenia w pracy innych odbiorników. Co więcej, zwarcia mogą również mieć negatywny wpływ na generatory, gdyż mogą spowodować wypadnięcie z synchronizmu. W sieciach z izolowanym punktem neutralnym zwarcia jednofazowe nie powodują przepływu prądu o dużym natężeniu. Jednak mogą spowodować przepięcia, które mogą spowodować uszkodzenie izolacji urządzeń.